# Gerhard Kluge (Literaturwissenschaftler)
Gerhard Kluge (* 1935 in Sayda) ist ein deutscher Germanist und emeritierter Hochschullehrer in den Niederlanden.

## Leben
Kluge begann sein Studium 1953 an der Universität Leipzig u. a. bei Hermann August Korff. Im Jahre 1957 legte er das Staatsexamen ab. Nach Beendigung des Studiums floh er aus der DDR in die Bundesrepublik Deutschland, wo er wegen Nichtanerkennung des Studiums einen Neuanfang an der Universität zu Köln u. a. bei  Paul Böckmann unternahm. Kluge promovierte im Jahre 1963 bei Böckmann mit der Dissertation Spiel und Witz im romantischen Lustspiel – Zur Struktur der Komödiendichtung der deutschen Romantik. Er habilitierte sich mit einer textkritischen Edition von Friedrich Schillers Don Karlos, die als Bände 6 und 7 der Schiller-Nationalausgabe erschienen.
Gerhard Kluge wurde 1975 auf einen Lehrstuhl für Neuere deutsche Literatur an der Katholieke Universiteit Nijmegen, heute Radboud-Universität Nijmegen, berufen, wo er sich um die Modernisierung des Studiums der deutschen Literatur verdient machte.
Im Jahre 2000 trat Gerhard Kluge in den Ruhestand und lebt heute in Dresden.

## Publikationen

### Als Autor
- Spiel und Witz im romantischen Lustspiel – Zur Struktur der Komödiendichtung der deutschen Romantik, Dissertation, Köln, 1963.

### Als Herausgeber
- Friedrich Schiller: Don Karlos. Hrsg. von Paul Böckmann und Gerhard Kluge, 1973, Schillers Werke. Nationalausgabe, Bd. 6, Bd. 7.1, Bd. 7.2 ISBN 3-7400-0203-4.
- Studien zur Dramatik in der Bundesrepublik Deutschland, Serie: Amsterdamer Beiträge zur neueren Germanistik, Band 16, 1983, ISBN 978-90-6203-625-7.
- Aufsätze zu Literatur und Kunst der Jahrhundertwende, Serie: Amsterdamer Beiträge zur neueren Germanistik, Band 18, 1984, ISBN 978-90-6203-996-8.
- Clemens Brentano: Prosa IV. Erzählungen: Text, Lesarten und Erläuterungen, Kohlhammer, 1987, ISBN 978-3-17-009440-6, in der Reihe: Clemens Brentano: Sämtliche Werke und Briefe, hrsg. v. Wolfgang Frühwald u. a.
- Friedrich Schiller: Dramen I, 1988 und „Dramen II“, 1989, in Werke und Briefe in zwölf Bänden, hrsg. v. Otto Dann et al., Deutscher Klassiker Verlag.